# Луків (Любуське воєводство)
Луків (пол. Łuków, нім. Bogendorf) — село в Польщі, у гміні Тшебель Жарського повіту Любуського воєводства.
Населення — 87 осіб (2011).
У 1975-1998 роках село належало до Зеленогурського воєводства.

## Демографія
Демографічна структура станом на 31 березня 2011 року:
|          | Загалом | Допрацездатний вік | Працездатний вік | Постпрацездатний вік |
| -------- | ------- | ------------------ | ---------------- | -------------------- |
| Чоловіки | 46      | 16                 | 25               | 5                    |
| Жінки    | 41      | 9                  | 23               | 9                    |
| Разом    | 87      | 25                 | 48               | 14                   |